# Metaphreatoicus magistri
Metaphreatoicus magistri är en kräftdjursart som beskrevs av Nicholls 1944. Metaphreatoicus magistri ingår i släktet Metaphreatoicus och familjen Phreatoicidae. Inga underarter finns listade i Catalogue of Life.